# 崔东街道
崔东街道，是中华人民共和国辽宁省本溪市平山区下辖的一个乡镇级行政单位。

## 行政区划
崔东街道下辖以下地区：
崔东社区、建工社区、清荣社区、英勇社区、向阳社区、三合社区和合峰社区。